# Rivolta di Nuku
La rivolta di Nuku (in malese: Pemberontakan Nuku) fu una rivolta contro il dominio olandese scoppiata nel sultanato di Tidore (attuale Indonesia) che si ebbe tra il 1780 ed il 1810. La rivolta venne guidata dal futuro sultano di Tidore, Nuku Muhammad Amiruddin, noto all'epoca come "principe Nuku". Il movimento unì diversi gruppi etnici dell'Indonesia orientale in una lotta contro gli olandesi ed ebbe un temporaneo successo, grazie all'alleanza della Compagnia britannica delle Indie orientali. Dopo la morte di Nuku, ad ogni modo, il movimento di resistenza venne sconfitto e le Molucche tornarono stabilmente sotto il dominio delle potenze europee. Recentemente, Nuku è stato onorato postumo della medaglia di Eroe Nazionale dell'Indonesia.

## Antefatto
Nuku o Amiruddin nacque a Soa Siu, nel sultanato di Tidore, nel 1738 circa. Suo padre era il sultano Jamaluddin, regnante del sultanato di Tidore, che venne a suo tempo arrestato ed esiliato a Batavia dai coloni olandesi nel 1779. Un suo parente, Kamaluddin, venne nominato sultano al suo posto e divenne quindi rivale di Nuku, principe ereditario legittimo.

## La lotta contro gli olandesi
Dopo l'esilio di suo padre, gli olandesi nominarono Kaicil Gay Jira al ruolo di reggente del sultanato, il quale poi venne rimpiazzato da suo figlio, Patra Alam; Amiruddin si oppose a queste nomine e iniziò così la costituzione di un'armata di kora-kora presso l'isola di Seram e l'area della Papua nel 1780-1783.
Nel 1781, Amiruddin si autorproclamò "Sri Maha Tuan Sultan Amir Muhammad Saifuddin Syah" ("Il gran signore sultano Amir Muhammad Saifuddin, lo scià"). In risposta a questo, gli olandesi attaccarono e sconfissero il suo esercito, ma Amiruddin non venne catturato. Nel 1783, gli olandesi attaccarono nuovamente l'esercito di Amiruddin. Il comandante olandese e gran parte dei suoi uomini vennero uccisi, ed i sopravvissuti vennero fatti prigionieri.
Nell'ottobre del 1783, l'avamposto olandese a Tidore venne attaccato dalle forze di Amiruddin, e tutti gli europei che vi si trovavano vennero uccisi. Questo fatto riaccese la secolare rivalità tra il regno di Ternate e Tidore. Nel novembre di quello stesso anno, Ternate aiutò gli olandesi ad attaccare Tidore. Gli olandesi, quindi, nel dicembre di quell'anno, costrinsero il sultano Hairul Alam Kamaluddin Kaicili Asgar, un principe esiliato a Ceylon, a tornare per assumere il trono di un nuovo stato-fantoccio.
Nel 1787, la base di Amiruddin ad est di Seram venne attaccata ed assediata dalle forze olandesi; ancora una volta ad ogni modo Amiruddin riuscì a fuggire. Amiruddin costruì quindi una nuova base per le sue forze sull'isola di Gorong. Entrò inoltre in relazioni amichevoli con la Gran Bretagna. Dopo aver ricevuto qualche rinforzo dagli inglesi, l'esercito di Amiruddin attaccò gli olandesi e li vinse in battaglia. Gli olandesi offrirono quindi ad Amiruddin la posizione di sultano se avesse voluto negoziare col sultano in carica, Kamaluddin, ma Nuku si rifiutò, forte delle sue continue vittorie contro gli olandesi e le forze di Kamaluddin. Nel 1794, il figlio di Jamaluddin, Zainal Abidin, che era tornato dall'esilio, supportò l'impresa di Amiruddin. Diversi altri sovrani della Papua si schierarono con lui. Nel febbraio del 1795, Abdulgafur, figlio di Amiruddin, guidò una forza verso Tidore. Nel 1796, le forze inglesi assediarono l'isola di Banda, concedendo anche degli aiuti ad Amiruddin per prendere il controllo dell'isola di Tidore il 12 aprile 1797, dopo aver circondato l'isola con 80 navi di cui 79 della flotta di Amiruddin e una inglese. Il sultano Kamaluddin fuggì verso l'isola di Ternate, ed Amiruddin venne eletto all'unanimità quale nuovo sultano di Tidore. Nel 1801, Amiruddin e gli alleati inglesi liberarono Ternate dal dominio olandese. Ad ogni modo, quando gli inglesi si ritirarono dalle Molucche nel 1803, Amiruddin venne lasciato solo a difendersi. Amiruddin morì nel 1805. Suo fratello e successore Zainal Abidin venne sconfitto e scacciato da Tidore da un nuovo attacco olandese nel 1806 e morì infine nel 1810, vanificando così gli sforzi della rivolta decennale di suo fratello.
Nel 1995 Amiruddin è stato insignito postumo del titolo di Eroe Nazionale dell'Indonesia con Decreto Presidenziale numero 071/TK/1995.